# Constantin Rolla
Constantin (Costache) Rolla (n. 1818 – d. 1879) a fost un boier și om politic român, militant înfocat pentru Unirea Principatelor Române (1859) și ministru în mai multe rânduri în guvernele Moldovei.

## Biografie

### Familie
Provenind dintr-o familie boierească, Constantin Rolla a intrat din tinerețe ca slujbaș în administrația Principatului Moldovei, ajungând până la rangul de vornic. A fost căsătorit cu Catinca Alecsandri, sora poetului Vasile Alecsandri, care a decedat în 1857, la vârsta de doar 40 de ani.

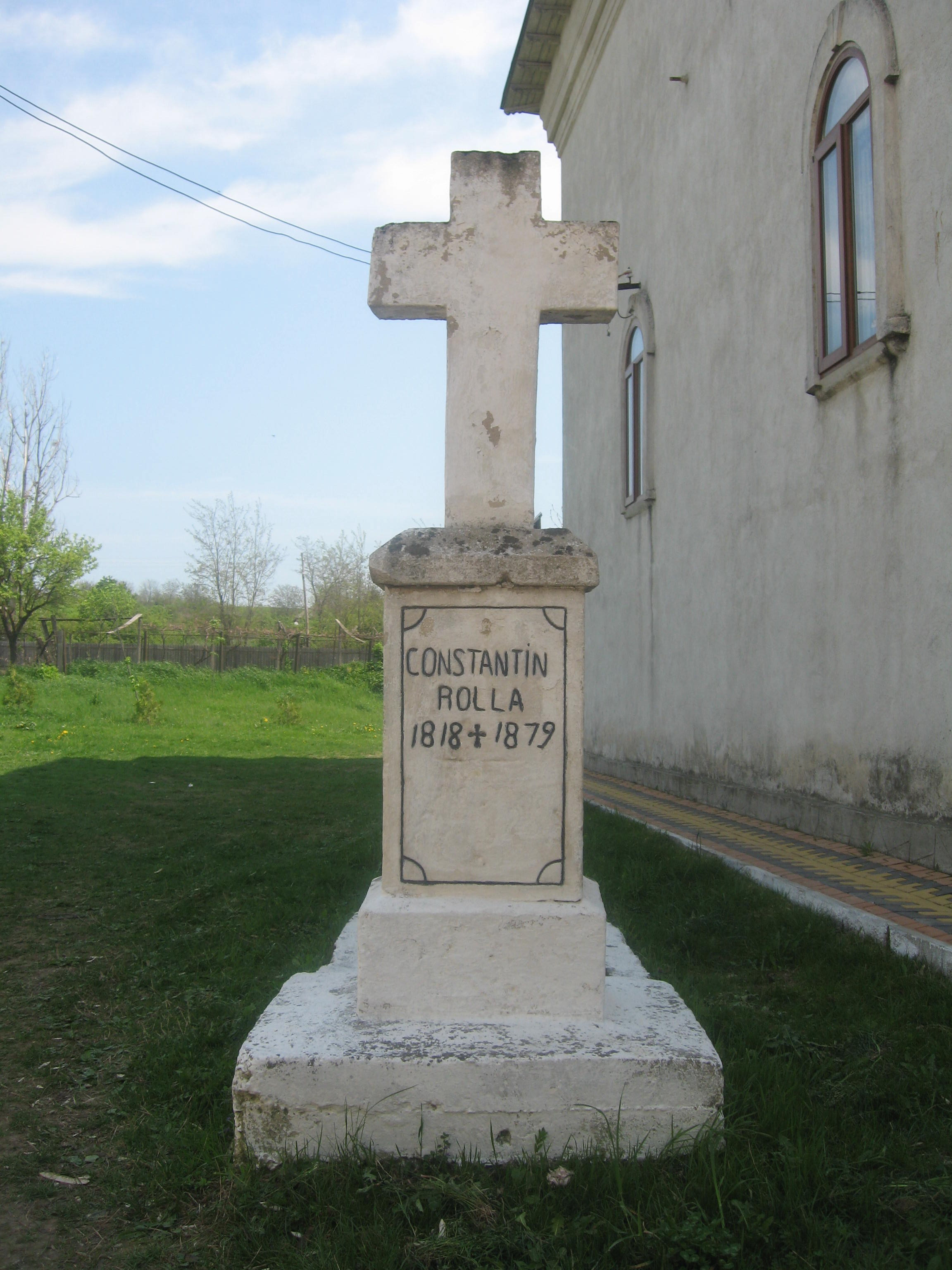
Mormântul lui Constantin Rolla în curtea bisericii din Gâdinți (jud. Neamț).

### Militant înfocat al Unirii
Rolla s-a remarcat ca unul dintre cei mai înfocați militanți unioniști din Moldova. A semnat Petiția din 11 februarie 1856, adresată de Partida Națională de la Iași, Conferinței internaționale de la Constantinopol, la care se discuta "chestiunea Principatelor Române". A fost membru fondator al Societății "Unirea" de la Iași (25 mai 1856), al Comitetului Central al Unirii de la Iași și al Comitetului Central Electoral din Moldova (februarie 1857).
A devenit apoi reprezentant al proprietarilor mari în organele legislative ale Moldovei care pregăteau Unirea Principatelor. A fost ales ca deputat de Iași în Divanul ad-hoc (1857-1858), îndeplinind funcțiile de secretar al Divanului ad-hoc și secretar al Comitetului sătenilor. A făcut parte din Comitetul celor șapte deputați, care urma să redacteze Proiectul de propuneri pentru organizarea viitoare a Principatelor Române.

### Funcții publice
La alegerile din 26-30 decembrie 1858, Constantin Rolla a devenit deputat în Adunarea Electivă, care urma să proclame noul Domnitor al Moldovei. În seara zilei de 2 ianuarie 1859, a avut loc în casa sa o consfătuire a Partidei Naționale. Rolla a condus ultima ședință a Partidei Naționale, din noaptea de 4/5 ianuarie 1859, când s-a hotărât susținerea necondiționată a candidaturii colonelului Alexandru Ioan Cuza la Tronul Moldovei.

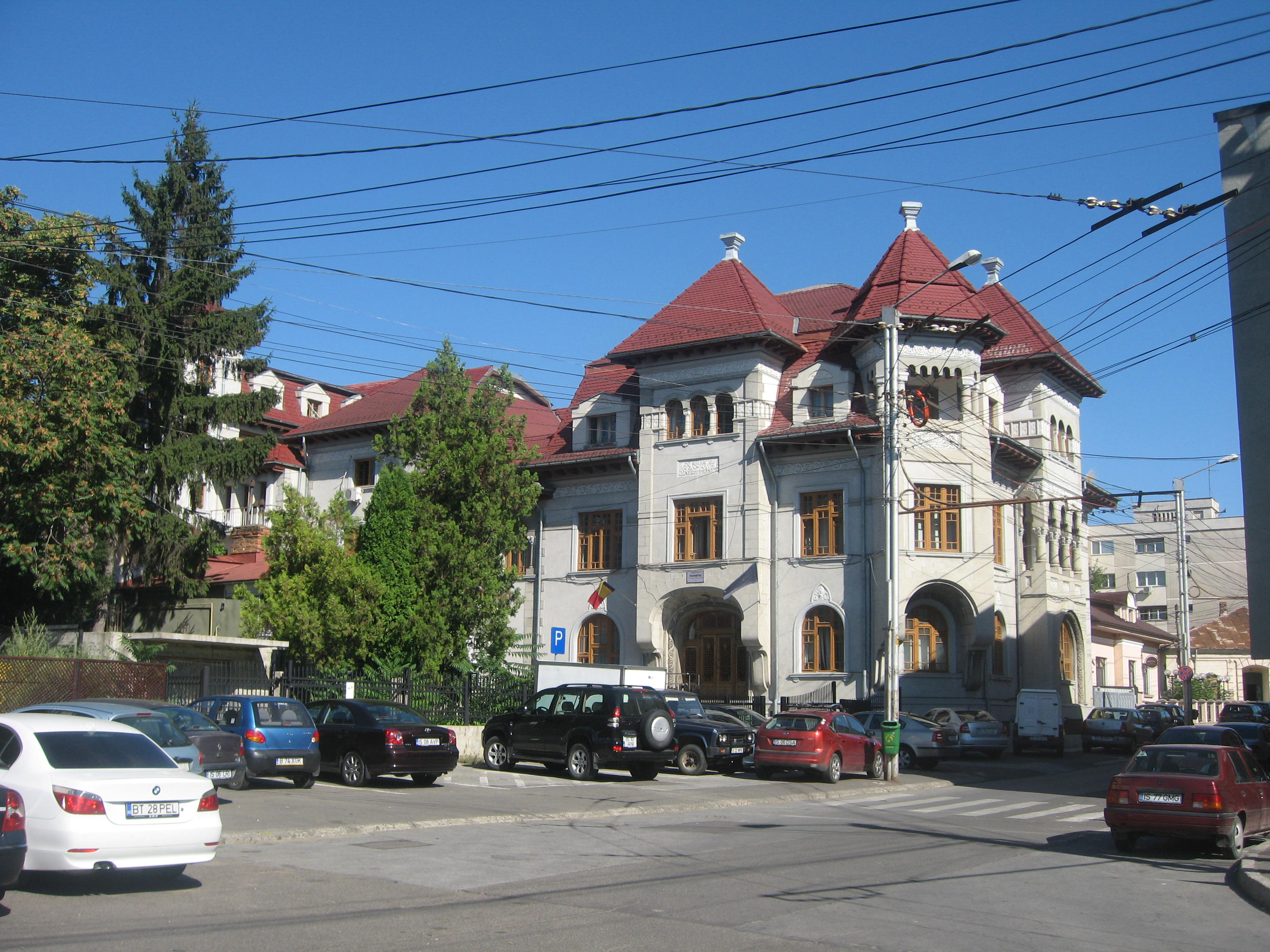
Lângă Casa Rolla este Sediul Parchetului, casa medicului Sava Goiu (Savagoiu) construită în 1928

În primii ani de după Unirea Principatelor Române, Costantin Rolla a îndeplinit o serie de demnități ministeriale în guvernele Moldovei și anume:
- ministru al cultelor (17 ianuarie - 6 martie 1859) în guvernul moldovean condus de Vasile Sturdza. De asemenea a fost și ministru ad-interim al afacerilor străine (pe timpul cât titularul Vasile Alecsandri s-a aflat în turnee diplomatice europene)
- ministru de interne (10 noiembrie 1859 - 14 martie 1860) în guvernul moldovean condus de Manolache Costache Epureanu
- ministru de externe (17 ianuarie - 23 mai 1861), ministru al justiției (23 mai - 23 septembrie 1861) și ministru ad-interim al lucrărilor publice (23 mai - 23 septembrie 1861) în guvernul moldovean condus de Anastasie Panu

Constantin Rolla a decedat în anul 1879, fiind înmormântat în curtea Bisericii "Sf. Dumitru" din Gâdinți.

## Legături externe
- CTITORI AI ROMÂNIEI/150 de ani de la Unirea Principatelor Române[nefuncțională]
, 14 ianuarie 2009, Jurnalul Național
- Casa Rolla și cerdacul unioniștilor Arhivat în 21 septembrie 2013, la Wayback Machine., 24 iulie 2007, Ion Mitican, Ziarul Lumina